# بگس (اکلاهما)
بگس(به انگلیسی: Beggs) شهری در ایالت اکلاهما کشور ایالات متحده آمریکا است که جمعیت آن در سرشماری سال ۲۰۱۰ میلادی، ۱٬۳۲۱ نفر بوده‌است.